# Heinrich von Plonski
Heinrich Ludwig Franz von Plonski (né le 5 décembre 1802 à Bernau et mort le 14 janvier 1880 à Cobourg) est un général d'infanterie prussien.

## Biographie
Plonski est transféré le 9 juillet 1820 du corps de cadets au 19e régiment d'infanterie (de) de l'armée prussienne en tant que sous-lieutenant. En 1833, il est promu premier lieutenant et, après un commandement à la 10e brigade d'infanterie (de), il travaille comme enseignant à l'école de division en 1838/39. À partir de novembre 1839, il reprend du service en tant que commandant de compagnie, en 1841 il devient capitaine et en 1847 major et commandant de bataillon dans le 13e régiment d'infanterie. En mars 1848, il est transféré au 30e régiment de Landwehr et en novembre 1848 au 26e régiment d'infanterie. Son premier déploiement a lieu en 1848/49 lors de la campagne de Bade et du Palatinat.
Plonski est promu lieutenant-colonel en 1853 et colonel en 1855. À partir de 1853, il commande la 7e régiment de grenadiers. En 1854, il devient inspecteur des chasseurs et fusiliers à l'état-major et en même temps commandant du bataillon de tirailleurs de la Garde (de). Il est libéré de ce commandement en 1856 et devient commandant du corps équestre de la police militaire. Le 22 mai 1858, il reçoit sa prochaine affectation en tant que commandant de la 16e brigade d'infanterie, et seulement douze jours plus tard, il est à nouveau transféré, cette fois à la 4e brigade d'infanterie de la Garde. À ce poste, il devient major général en novembre 1858. En janvier 1861, il devient commandant de la 12e division d'infanterie et lieutenant général le même mois. En mai 1864, il est muté à la 2e division de la Garde.
En 1864, il participe à la guerre contre le Danemark et commande pour la dernière fois la division de la Garde combinée constituée pour cette guerre. Deux ans plus tard, il commande sa division dans la guerre contre l'Autriche. Le 30 octobre 1866, il devient général commandant du 11e corps d'armée nouvellement formé en Hesse et, à ce poste, il est promu général d'infanterie le 22 mars 1868. Avec le déclenchement de la guerre de 1870, il cède ce commandement à Julius von Bose, mais reste jusqu'au 8 janvier 1871 général commandant du commandement général adjoint, car von Bose est blessé et est absent depuis le 6 août 1870. Décoré de la Grand-Croix de l'Ordre de l'Aigle rouge avec feuilles de chêne et épées sur l'anneau, il est mis à disposition après la guerre le 23 mars 1871.

## Récompenses
Plonski est chef du 19e régiment d'infanterie. De plus, il est décoré des médailles et décorations suivantes :
- Croix de récompense de service prussien
- Croix d'honneur de 3e classe de l'Ordre de la Maison Princière de Hohenzollern
- Commandeur de 2e classe de l'Ordre du Lion de Zaeringen
- Ordre russe de Sainte Anne de 1re classe le 11. juin 1864
- Grand-croix de l'Ordre de la Maison ernestine de Saxe le 10 septembre 1868
- Grand-croix de l'Ordre de Louis de Hesse le 9 juillet 1870